# ايوري ليانكي
ايوري ليانكي (بالمولدوفية: Iurie Leancă)‏؛ (ولد 20 أكتوبر 1963-) سياسي مولدوفي شغل منصب رئيس وزراء مولدوفا من 2013 حتى 2015. وكان وزير التكامل الخارجي والأوروبي من 2009 إلى 2013 كجزء من مجلس الوزراء الأول والثاني في حكومة فلاد فيلات.

## وظيفة مبكرة
ولد ايوري ليانكي في 20 أكتوبر 1963، في سيميشليا. والده مولدوفي ووالدته بلغارية. تخرج من معهد موسكو الحكومي للعلاقات الدولية، ومن عام 1986 حتى عام 1993، عمل ليانكي في وزارة الخارجية. بين يونيو وأكتوبر 1989، شغل منصب السكرتير الثاني في السفارة السوفيتية في بوخارست، رومانيا، كما شغل منصب السكرتير الأول في الإدارة السياسية بوزارة الخارجية في مولدوفا السوفياتية (1989-1990)، ومستشار وزير خارجية مولدوفا المتخصص في الشؤون الأوروبية (1990-1993).
بين عامي 1993 و1997، كان وزيراً للمستشار في سفارة مولدوفا في واشنطن العاصمة ثم نائباً لوزير الخارجية من 1998 إلى 1999 والنائب الأول لوزير الخارجية من 1999 إلى 2002 في تحالف من أجل الديمقراطية والإصلاح. كما شغل منصب وزير خارجية مولدوفا بالإنابة من 27 يوليو إلى 4 سبتمبر 2001.
في أكتوبر 2001 قدم ليانكي استقالته معربا عن معارضته لأهداف السياسة الخارجية للحزب الشيوعي في مولدوفا الذي وصل إلى السلطة في وقت سابق من ذلك العام. بعد استقالته، عمل كنائب الرئيس التنفيذي لشركة Ascom Group (2001-2005 ، 2007-2009). كما عمل كمستشار أول لمنظمة الأمن والتعاون في أوروبا، والمفوض السامي للأقليات القومية (2005-2007).
في يناير 2009، أصبح ليانكي عضوًا في الحزب الديمقراطي الليبرالي في مولدوفا (PLDM). انتخب نائباً في انتخابات أبريل 2009 وانتخابات يوليو 2009. [بحاجة لمصدر] استقال من الحزب في أوائل عام 2015، مشيرًا إلى عدم كفاية الالتزام بمتابعة الإصلاحات المؤيدة لأوروبا.
كان أيضًا نائب رئيس جمعية السياسة الخارجية لمولدوفا (2005-2009).

## وزير التكامل الخارجي والأوروبي

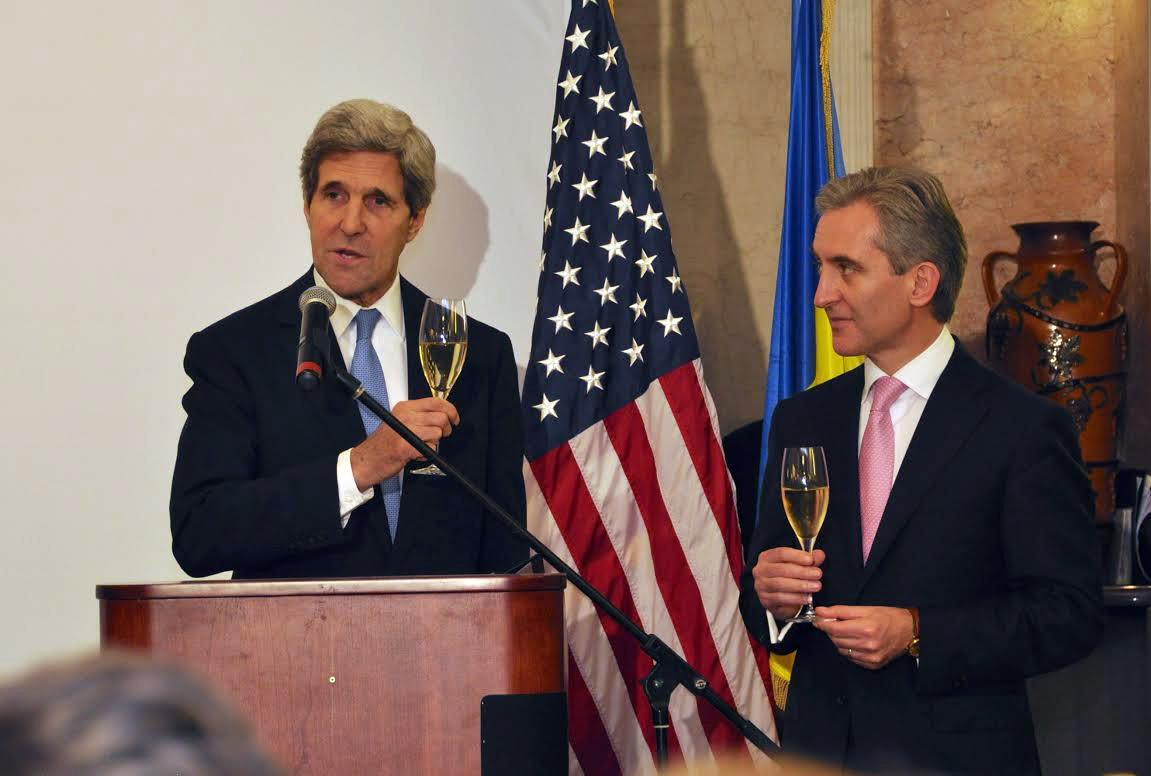
جون كيري وايوري ليانكي في ديسمبر 2013.

كان نائبًا لرئيس الوزراء ووزيرًا للتكامل الخارجي والأوروبي في حكومة فلاد فيلات.
في مؤتمر صحفي يوم 21 أكتوبر، أعلن أن المفاوضات الرسمية على اتفاقية شراكة الاتحاد الأوروبي مولدوفا- الاتحاد الأوروبي ستبدأ في 12 يناير 2010.
يتحدث الرومانية، والروسية، والإنجليزية، والفرنسية، والمجرية، والبلغارية.

## رئاسة الوزراء
تم تعيينه رئيسًا للوكالة بالنيابة في 25 أبريل 2013 بعد قرار المحكمة الدستورية في مولدوفا بمنع رئيس الوزراء فلاد فيلات من إعادة تعيينه في منصبه منذ عام 2009. في مايو 2013 ، تم اقتراح من قبل الحزب الديمقراطي الليبرالي كمرشح لرئاسة الوزراء. في 15 مايو، تم تعيينه رئيسًا للوزراء من قبل الرئيس نيكولاي تيموفتي ودعي لتشكيل الحكومة. استمرت المفاوضات حتى 29 مايو 2013 ، عندما تم الاتفاق على التحالف المؤيد لأوروبا بين الحزب الديمقراطي الليبرالي والحزب الديمقراطي والحزب الإصلاحي الليبرالي . وافق البرلمان على الحكومة الجديدة بأغلبية 58 صوتًا في 30 مايو وأدت اليمين في 31 مايو.

## ترشيح البرلمان الأوروبي
شارك ليانكي في انتخابات البرلمان الأوروبي لعام 2019 في رومانيا كمرشح من أعضاء البرلمان الأوروبي لحزب PRO رومانيا الذي أنشأه فيكتور بونتا مؤخرًا.

## روابط خارجية
- ايوري ليانكي على موقع مونزينجر (الألمانية)